# Plainfield (Nova Jérsia)
Plainfield é uma cidade localizada no estado americano de Nova Jérsia, no Condado de Union. A cidade foi fundada em 1684, e incorporada em 2 de abril de 1869. Em 1980, a população da cidade foi estimada em 45 555 habitantes, e em 1990, em 46 567 habitantes.

## Demografia
Segundo o censo americano de 2000, a sua população era de 47.829 habitantes.
Em 2006, foi estimada uma população de 47.353, um decréscimo de 476 (-1.0%).

## Geografia
De acordo com o United States Census Bureau tem uma área de
15,6 km², dos quais 15,6 km² cobertos por terra e 0,0 km² cobertos por água.

## Localidades na vizinhança
O diagrama seguinte representa as localidades num raio de 4 km ao redor de Plainfield.